# Perfect Dark
Perfect Dark är ett datorspel av typen förstapersonsskjutare för Nintendo 64 och som även har portats till Xbox 360. Det är utvecklat och publicerat av det brittiska spelföretaget Rare. I Perfect Dark tar spelaren sig an rollen som Joanna Dark, specialagent för Carrington Institute.
Spelet ses allmänt som en uppföljare i samma stil som Goldeneye 007, ett spel utvecklat av Rare år 1997. Även om spelet inte innehar James Bond-licensen är spelstilen extremt likvärdig och kör en uppdaterad version av samma spelmotor. Perfect Dark släpptes den 22 maj 2000, ganska sent under Nintendo 64:ans livstid, och kanske var det detta som gjorde att det inte blev samma succé som sin föregångare, trots att det var tekniskt överlägset på många sätt.
Det som var nytt i Xbox 360 var att det blev bättre grafik och att spelet fick stöd för Xbox Live.

## Tekniska nyheter
Perfect Dark förde in nya funktioner som förstärkte spelkänslan gentemot Goldeneye 007. Spelet innehöll "second firing mode" för nästan alla vapen, risken att ramla ned från klippor om man inte aktade sig och ett mer avancerat ljussystem. Man kunde också avväpna fiender genom att skjuta vapnen ur händerna på dem. En mer revolutionerande nyhet var införandet av datorkontrollerade bottar i flerspelarspel-läget, med varierande svårighetsgrad. Precis som i Goldeneye 007 hade fienderna skiftande huvuden som valdes slumpmässigt inför varje ny bana. Även fiendernas längd varierade.
De nya förbättringarna krävde mer RAM än Goldeneye 007 och därför krävs N64 Expansion Pak vilket utökar konsolens arbetsminne. Om detta tillägg inte fanns missade man det mesta av spelets innehåll (även singelplayer-läget).

## Game Boy-version
Ett Game Boy Color-spel i 2D kallat Perfect Dark släpptes också ungefär samtidigt som Nintendo 64-versionen. De båda spelen kunde dela data genom användning av N64-Game Boy Transfer Pak. Game Boy-versionen hade dock ingen likhet med originalet och blev heller ingen försäljningssuccé. Historien i Game Boy-versionen strider också på flera ställen mot den som presenteras i Nintendo 64-versionen.

## Uppföljare
Rare släppte Perfect Dark Zero till Xbox 360 under hösten/vintern 2005.